# Microbianor nigritarsus
Microbianor nigritarsus là một loài nhện trong họ Salticidae.
Loài này thuộc chi Microbianor. Microbianor nigritarsus được Dmitri Viktorovich Logunov miêu tả năm 2000.